# Santé Les Amis
Santé Les Amis fue una banda de música electrónica, disco punk y rock pop formada en 2007 en Montevideo, Uruguay.

## Historia
Santé Les Amis se creó en Montevideo a fines de 2007. Surgió cuando Diego Traverso y Nicolás Demczylo, conjuntamente con David Stabilito tuvieron la idea de explorar los sonidos que surgen de la fusión de ciertos elementos del rock y los aspectos rítmicos de la música de baile, mezclando sonidos crudos y naturales con sintetizados. En su primera formación junto a Gonzalo Tasende en batería comenzaron a tocar varios lugares y pubs de Montevideo. Un año más tarde publican su primer EP. Luego del retiro en 2008 de Gonzalo Tasende en batería entra a la banda Carlos Esteban López. A esta incorporación se le suma Santiago Marrero (ex – Sordromo, Mux) en teclados y samplers. Posteriormente a la incorporación en el grupo, fue invitado a participar en la banda de rock uruguaya El Cuarteto de Nos, banda que también integra en la actualidad.
La banda conjuga la música electrónica, y así combinan el rock pop con la música disco. En las presentaciones en vivo su música se mezcla con proyecciones visuales. Algunas de las influencias musicales son bandas llamadas dance punk como The Rapture, LCD Soundsystem, The Chemical Brothers, entre otras.
Sus integrantes son  Nicolás Demczylo en guitarra,  Santiago Marrero en sintetizadores/bajo, David Stabilito en voz/bajo/sintetizadores, Diego Traverso en guitarra/voz y Esteban López en batería. 
Entre sus actuaciones se encuentran la Fiesta Open Park en las canteras del Parque Rodó, ser parte de los recitales de la Cerveza Pilsen Sunset Tour Playa Brava y Playa Bikini en Punta del Este, el espacio Cultural Café de La Diaria, y el Teatro Solís para 24º aniversario de revista Brecha, entre otras.
En julio de 2010 lanzan su segundo material titulado Morning Shine y el clip de uno de sus temas I Wanna Be There. y realizan el trabajo de difusión con presentaciones en vivo en Buenos Aires y Porto Alegre. El 1 de abril de 2011 el Teatro Plaza son teloneros de la artista La Mala Rodríguez.
En 2012 el productor y músico Juan Campodónico invitó a Santé Les Amis a componer un remix de su tema "Cumbio".
En 2013 fueron teloneros de la banda Franz Ferdinand en el Teatro de Verano de Montevideo. También tocaron junto a la banda Foals. 
En 2014 el tema Brasil es elegido para integrar la banda de sonido del videojuego FIFA 15.

## Discografía
| Año  | Título                           | Discográfica                     | Notas                                                                  |
| ---- | -------------------------------- | -------------------------------- | ---------------------------------------------------------------------- |
| 2008 | Santé Les Amis                   | ASL Discos                       | Con tres temas: She´s gone, The news, Mecánico y dos remixes.          |
| 2008 | Bisiesto                         | Varios                           | Participación con el tema Mecánico del compilado de bandas uruguayas.  |
| 2010 | Morning Shine                    | ASL Discos y Contrapedal Récords | Con cuatro temas: I wanna be there, Sha la la, Agosto y Morning shine. |
| 2012 | Sudamericana                     | Bizarro Records                  |                                                                        |
| 2013 | Sudamericana remixes y versiones |                                  | Disco de remixes.                                                      |
| 2018 | Sueño animal                     | Nacional Records                 |                                                                        |

Todos los temas son compuestos y producidos por Santé Les Amis. Los discos se pueden bajar gratuitamente por internet, desde su página oficial. Tienen un videoclip de la canción I Wanna Be There dirigido por Federico Grampin.

## Premios
Por su disco homónimo en mayo de 2010 estuvieron nominados en la categoría “Mejor Disco de Música Electrónica”, Premio Graffitti. El mismo premio los nominó como “Mejor Álbum de Rock Alternativo” en 2011. Ese año también nominados a la 18.ª Edición de los Premios Iris, por su disco por "Morning Shine" ganan el premio "Destacados de la red".
- 2013, Premio Graffiti por mejor álbum de música electrónica y electro pop, Sudamericana[14]
- 2018, Premio Graffiti por mejor tema del año, "Como animales" del álbum Sueño animal

## Cierre
En el año 2019 Santé Les Amis hace un comunicado de cierre en el que dice " Amigxs después de 12 años de haber formado Sante Les Amis hemos decidido que el proyecto llegue a su fin...
Han sido años 12 años increíbles! lleno de experiencias hermosas y de mucho aprendizaje musical y personal..."
Aunque no se comunicó oficialmente la razón del cierre se cree que fue por diferencias entre los miembros de la banda.